# Saint-Romain-Lachalm
Saint-Romain-Lachalm ist eine französische Gemeinde im Département Haute-Loire in der Region Auvergne-Rhône-Alpes mit 1132 Einwohnern (Stand: 1. Januar 2022). Sie gehört zum Arrondissement Yssingeaux und ist Mitglied im Gemeindeverband Haut Pays du Velay Communauté. Die Bewohner werden San-Roumis genannt.
Die Gemeinde erhielt 2023 die Auszeichnung „Zwei Blumen“, die vom Conseil national des villes et villages fleuris (CNVVF) im Rahmen des jährlichen Wettbewerbs der blumengeschmückten Städte und Dörfer verliehen wird.

## Geografie

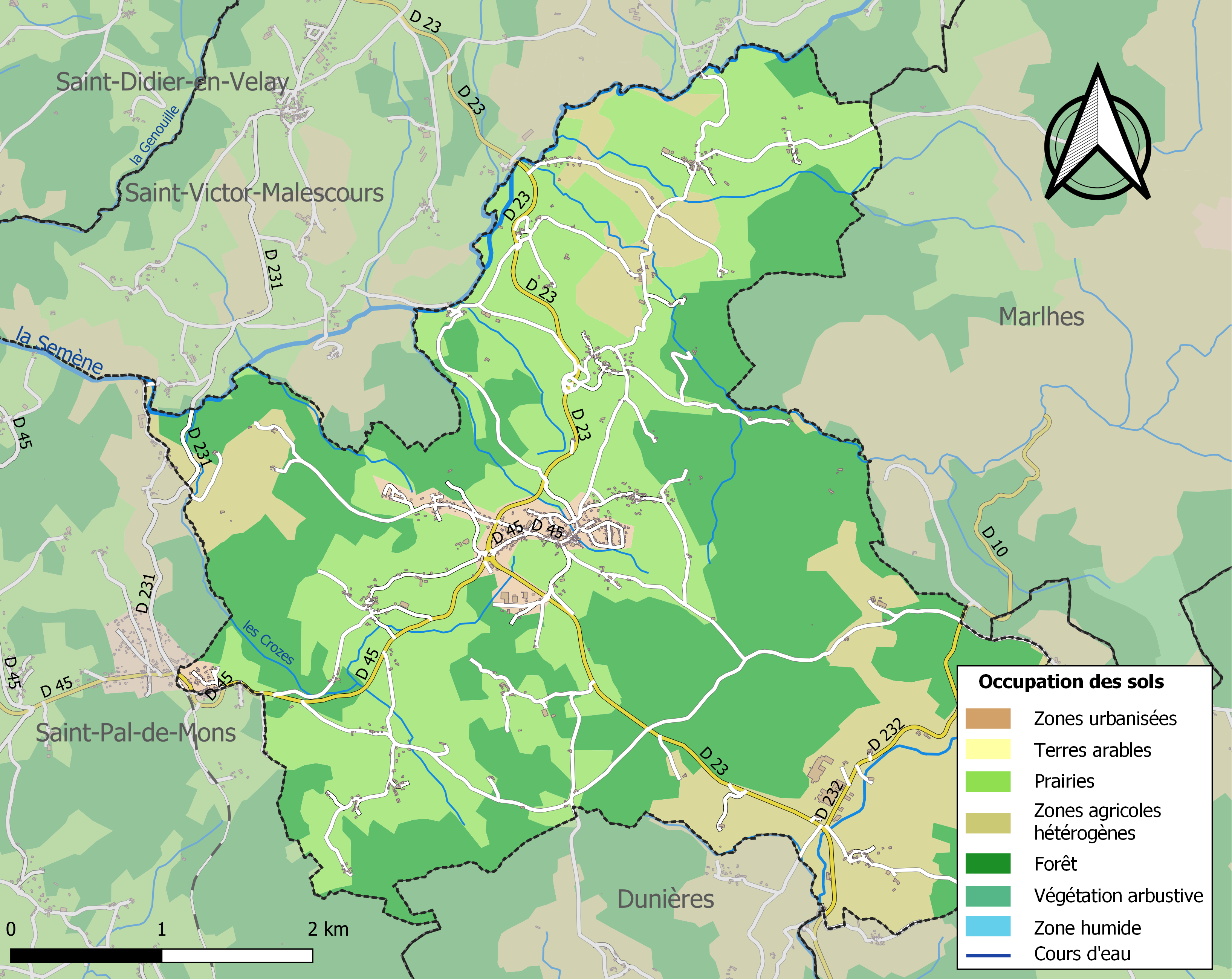
Bodennutzung, Hydrografie und Infrastruktur der Gemeinde (2018)

Saint-Romain-Lachalm liegt in der Région naturelle Velay, einer Landschaft im Südosten der Auvergne im Zentralmassiv, etwa 43 Kilometer nordöstlich von Le Puy-en-Velay und etwa 20 Kilometer südsüdwestlich von Saint-Étienne an der Grenze zum Département Loire. Die Gemeinde befindet sich im Einzugsgebiet der Loire und wird von der Semène entwässert, die sie im Norden begrenzt. Weitere Fließgewässer sind der Ruisseau des Crozes und der Ruisseau de Préaux, die im Gemeindegebiet entspringen und im Nordwesten in die Semène münden sowie das Flüsschen Gournier, das im Südwesten entspringt. Das Zentrum erstreckt sich auf einer Höhe von 910 m, das Gelände ist hügelig mit zahlreichen Einschnitten durch die Flusstäler und erreicht Höhen von über 1000 m im Südosten.
Teile des Gebiets von Saint-Romain-Lachalm gehören zu den ZNIEFF-Naturzonen „Zones humides du Haut Pilat“ (820002650) und „Prairies de Marlhes“ (820032273). Etwa 56 % der Fläche der Gemeinde werden landwirtschaftlich genutzt, 42 % sind bewaldet.
Umgeben wird Saint-Romain-Lachalm von den fünf Nachbargemeinden:
|                   | Saint-Victor-Malescours                     | Marlhes (Loire) |
| Saint-Pal-de-Mons | Kompassrose, die auf Nachbargemeinden zeigt |                 |
|                   | Dunières                                    | Riotord         |

## Bevölkerungsentwicklung
| Jahr                       | 1968 | 1975 | 1982 | 1990 | 1999 | 2006 | 2013 | 2020 |
| Einwohner                  | 758  | 644  | 640  | 693  | 831  | 974  | 1072 | 1111 |
| Quellen: Cassini und INSEE |      |      |      |      |      |      |      |      |

## Sehenswürdigkeiten
- Das Schloss Saint-Romain-Lachalm ist ein Gebäude mittelalterlichen Ursprungs, das seit dem 14. Jahrhundert von derselben Familie bewohnt wird und im 19. Jahrhundert umfangreichen Restaurierungen unterzogen wurde. Der Ursprung liegt in einem Festen Haus aus dem 11. oder 12. Jahrhundert, das aus einem von Gräben umgebenen Bergfried und einer befestigten Anlage mit Wehrgang und Zugbrücke bestand. Ein zweiter, von einer Mauer umgebener, von zwei niedrigen Türmen verteidigter Bereich umfasste die Gemeinschaftsbereiche. Während der Französischen Revolution wurden die Türme abgerissen und 1875 wieder aufgebaut. Die Gräben wurden 1827 zugeschüttet.[4]
- Die erste Erwähnung der Pfarrkirche Saint-Romain-Lachalm erfolgte im Jahr 1190 im Kopialbuch des Priorats in Saint-Sauveur-en-Rue, das von 1062 bis 1401 der Herrschaft Chaise-Dieu unterstand. Das Gebäude erfuhr zahlreiche Veränderungen, sei es durch Ausbau und Erweiterungen oder durch Konsolidierungsarbeiten aufgrund baulicher Mängel, wobei diese Eingriffe eng miteinander verbunden waren und offenbar am häufigsten aufeinander folgten. Es scheint, dass die ursprüngliche Kirche aus einem einzigen Kirchenschiff bestand, das wahrscheinlich ein Tonnengewölbe besaß, mit ziemlich niedrigen und massiven Blendarkaden, die auf ineinandergreifenden Pfeilern lagen, die Doppelbögen trugen. Dieses Kirchenschiff endete in einer Apsis, deren Form heute unbekannt ist. Eine erste Änderung betrifft den Bau der herrschaftlichen Kapelle, die in die nordöstliche Traufseitenwand eingelassen ist und mit einem Kreuzrippengewölbe versehen ist. Im 16. Jahrhundert wurden noch an der Nordwand zwei weitere Kapellen als Erweiterung der vorherigen errichtet. Auch die Vorhalle ist mit dieser Zeit verbunden, wie die Verzierung mit prismatischen Zierleisten beweist. Anschließend und sukzessive, ohne dass nach dem aktuellen Stand der Forschung eine genaue Angabe der Daten möglich ist, wurden das Südschiff und der Glockenturm hinzugefügt. Schließlich wurde in der letzten Ausbauphase die Apsis umgestaltet und eine Sakristei errichtet.[5]

## Verkehr
Saint-Romain-Lachalm wird durchquert von der Departementsstraße D 23 von Saint-Just-Malmont im Norden und Dunières im Süden sowie von der Departementsstraße D 45 in westlicher Richtung nach Monistrol-sur-Loire über Saint-Pal-de-Mons. Eine Buslinie der regionalen Transportgesellschaft verbindet die Gemeinde mit Saint-Étienne und Saint-Agrève über Montfaucon-en-Velay.